# إدي غرين
إدي غرين (بالإنجليزية: Eddie Green)‏ هو مخرج أمريكي، ولد في 16 أغسطس 1896، وتوفي في 19 سبتمبر 1950.

## روابط خارجية
- إدي غرين على موقع IMDb (الإنجليزية)
- إدي غرين على موقع ميوزك برينز (الإنجليزية)
- إدي غرين على موقع قاعدة بيانات برودواي على الإنترنت (الإنجليزية)
- إدي غرين على موقع ديسكوغز (الإنجليزية)
- إدي غرين على موقع ديسكوغز (الإنجليزية)